# Уайкер, Лоуэлл
Лоуэлл Уайкер (англ. Lowell Weicker), полное имя Лоуэлл Палмер Уайкер младший (англ. Lowell Palmer Weicker Jr.; 16 мая 1931, Париж, Франция — 28 июня 2023, Мидлтаун, Коннектикут, США), — американский политик, член Палаты представителей США от 4-го избирательного округа Коннектикута (1969—1971), сенатор США от Коннектикута (1971—1989), 85-й губернатор Коннектикута (1991—1995). В 1981—1987 годах был председателем сенатского комитета по малому бизнесу и предпринимательству, также получил известность как член специального сенатского комитета по расследованию Уотергейтского скандала (1973—1974). В марте 1979 года Уайкер объявил о своём участии в борьбе за право стать кандидатом от Республиканской партии на президентских выборах 1980 года, однако снял свою кандидатуру до начала внутрипартийных выборов.

## Биография

### Детство и юность. Начало политической деятельности
Лоуэлл Паркер Уайкер младший родился 16 мая 1931 года в Париже, столице Франции. Его родители — Лоуэлл Паркер Уайкер старший и Мэри Бикфорд Уайкер (Mary Bickford Weicker) — были американцами. Отец был известным предпринимателем, занимавшим в течение своей жизни руководящие посты в компаниях E. R. Squibb and Sons, Northco Corporation и Bigelow Sanford Carpet Company; во время Второй мировой войны он был офицером разведки Военно-воздушных сил Армии США в Европе, а в 1950-х годах работал заместителем генерального секретаря НАТО по производству и логистике.
В детстве Лоуэлл Уайкер младший учился в школе Бакли в Нью-Йорке, а также в Калверской военной академии в Калвере (штат Индиана). В 1949 году он окончил Лоренсвиллскую школу в Лоренсвилле (штат Нью-Джерси). После окончания школы Уайкер обучался в Йельском университете, где он в 1953 году получил степень бакалавра искусств (B.A.) по политологии. В 1953—1955 годах Уайкер служил в Армии США, дойдя до чина первого лейтенанта (в 1959—1964 годах он находился в резерве Армии США). В 1958 году он окончил Школу права Виргинского университета.
После этого Уайкер занялся адвокатской практикой в Гринуиче (штат Коннектикут). Там он начал активно участвовать в деятельности местного отделения республиканской партии. В 1962 году он был избран членом Палаты представителей Коннектикута (нижней палаты Генеральной ассамблеи Коннектикута), а затем дважды (в 1964 и 1966 годах) был переизбран туда, проработав в общей сложности шесть лет, с января 1963 года по январь 1969 года. В тот же период Уайкера дважды (в 1963 и 1965 годах) избирали председателем исполнительного органа власти Гринуича (англ. First Selectman of the Town of Greenwich).

### Член Палаты представителей США

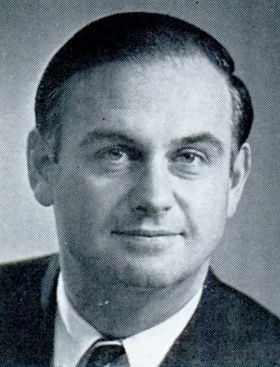
Лоуэлл Уайкер (около 1969 года)

В 1968 году Лоуэлл Уайкер принял участие в борьбе за пост члена Палаты представителей США от 4-го избирательного округа Коннектикута. На выборах в Конгресс США, состоявшихся 5 ноября 1968 года, он в упорной борьбе победил действующего конгрессмена, кандидата от демократической партии Дональда Эруина (Уайкер набрал 51,41 %, а Эруин — 47,33 % голосов).
Уайкер проработал в Палате представителей США два года, с 3 января 1969 года до 3 января 1971 года. В этот период он в основном занимался вопросами, связанными с ревитализацией городов и развитием транспорта. Уайкер был автором поправки к Закону о жилищном строительстве и городском развитии (англ. Housing and Urban Development Act), которая закрепляла обязательность эквивалентной замены жилья, разрушенного в результате проектов, связанных с реконструкцией. Он также способствовал принятию коннектикутского закона о транспорте (англ. Connecticut Transportation Act). Кроме того, Уайкер выступал в поддержку развития космической программы США, а также призывал к началу мирных переговоров с целью прекращения войны во Вьетнаме.

### Сенатор США
В 1970 году Уайкер принял участие в выборах сенатора США от Коннектикута. Сначала он выиграл первичные выборы от Республиканской партии, где его соперником был член Сената Коннектикута Джон Лаптон (в голосовании, состоявшемся 12 августа 1970 года, Уайкер набрал 60,34 % голосов, а Лаптон — 39,66 %). Затем, в ноябре 1970 года, Уайкер участвовал в выборах в Сенат США, на которых его соперниками были представитель Демократической партии Джозеф Даффи и действующий сенатор-демократ Томас Додд, который выступал в качестве независимого кандидата. Набрав 41,74 % голосов избирателей (при 33,79 % у Даффи и 24,46 % у Додда), Уайкер победил, вступив в должность сенатора США от Коннектикута 3 января 1971 года. После этого Уайкер ещё два раз раз побеждал на выборах в Сенат США, проходивших каждые шесть лет, в 1976 и 1982 годах.
Во время своей работы в Сенате США Уайкер принимал участие в работе комитета по делам правительства, комитета по торговле, комитета по энергетике и природным ресурсам, комитета по трудовым и человеческим ресурсам и комитета по ассигнованиям. В 1981—1987 годах он был председателем сенатского комитета по малому бизнесу и предпринимательству, в другие годы также работал председателем ряда подкомитетов. В 1988 году он стал одним из авторов проекта Закона об американцах с инвалидностью, который в окончательном виде был принят в 1990 году.  
В 1973—1974 годах Уайкер был членом специального сенатского комитета по расследованию Уотергейтского скандала. В комитет входило семь сенаторов, четыре демократа и три республиканца (включая Уайкера). Во время этого расследования Уайкер много критиковал администрацию президента Ричарда Никсона и приобрёл славу политического индивидуалиста-вольнодумца (англ. political maverick). 
12 марта 1979 года Уайкер выставил свою кандидатуру для участия в борьбе за право стать кандидатом от Республиканской партии на президентских выборах 1980 года. Узнав о том, что, согласно опросам общественного мнения, у него нет шансов получить поддержку даже в Коннектикуте (где он проигрывал и действующему президенту Джеральду Форду, и будущему победителю Рональду Рейгану), 16 мая 1979 года, ещё до начала внутрипартийных выборов, Уайкер отказался от продолжения участия в предвыборной гонке.
На выборах в Сенат США, состоявшихся 8 ноября 1988 года, Уайкер в упорной борьбе уступил кандидату от демократической партии Джо Либерману (Уайкер набрал 49,04 % голосов, а Либерман — 49,76 %). Таким образом, Уайкер проработал сенатором США 18 лет, с 3 января 1971 года по 3 января 1989 года. В 1988—1990 годах он преподавал конституционное право в школе права Университета Джорджа Вашингтона, а также возглавлял некоммерческую адвокатскую группу Research! America, связанную с медицинскими исследованиями.

### Губернатор Коннектикута
В 1990 году Уайкер участвовал в выборах губернатора Коннектикута — на этот раз он представлял не Республиканскую партию, а выдвигался от созданной им самим независимой Партии Коннектикута. По результатам голосования, состоявшегося 6 ноября 1990 года, Уайкеру удалось победить, опередив двух конгрессменов — республиканца Джона Роуленда и демократа Брюса Моррисона (Уайкер набрал 40,36 %, Роуленд — 37,49 %, а Моррисон — 20,74 % голосов).
На момент вступления Уайкера в должность бюджетный дефицит штата составлял 963 млн долларов США. Чтобы уменьшить этот дефицит, новый губернатор предложил ввести, в дополнение к федеральному, подоходный налог штата в размере 6 %. Эта вынужденная мера встретила яростное сопротивление со стороны и населения, и Генеральной ассамблеи Коннектикута. После продолжительного противостояния, в течение которого Уайкер трижды накладывал вето на проекты бюджетов без подоходного налога, 21 августа 1991 года Генеральная ассамблея приняла бюджет с подоходным налогом штата в размере 4,5 %. С помощью этой непопулярной меры проблему бюджетного дефицита удалось решить, и в течение последующих трёх лет бюджет штата был профицитным.
Уайкер не стал выставлять свою кандидатуру на губернаторских выборах 1994 года и ушёл со своего поста в январе 1995 года. Таким образом, он проработал губернатором штата четыре года, с 9 января 1991 года по 4 января 1995 года.

### Последующие годы. Личная жизнь
После ухода в отставку Уайкер жил в доме в Олд-Лайме, расположенном вблизи устья реки Коннектикут. В 1995 году была издана его автобиографическая книга «Maverick: A Life in Politics», написанная вместе с журналистом Барри Сассманом. В течение 15 лет Уайкер был членом совета директоров World Wrestling Entertainment (WWE), который располагался в Стамфорде. Он также был президентом совета директоров некоммерческой организации Trust for America's Health. 
Лоуэлл Уайкер скончался 28 июня 2023 года в Мидлсекском госпитале в Мидлтауне (штат Коннектикут) в возрасте 92 лет. Он ушёл из жизни последним из членов сенатского комитета по расследованию Уотергейтского скандала. Уайкер был похоронен на кладбище Патнам в Гринуиче.
Уайкер был женат три раза. От первого брака (1953—1977) c Мари Луизой Годфри (Marie Louise Godfrey) у него трое сыновей — Скотт, Грей и Брайан. От второго брака (1977—1984) с Камиллой Батлер (Camille Butler) — ещё двое сыновей, Сонни и Лоуэлл 3-й (Lowell III). В декабре 1984 года Уайкер женился на Клаудии Тесте (Claudia Testa), у которой на тот момент было двое сыновей, Мейсон и Эндрю (они стали приёмными детьми Уайкера).